# Steve Lysak
Stephen John „Steve“ Lysak (* 7. August 1912 in Newark; † 30. Juli 2002 in Yonkers) war ein US-amerikanischer Kanute.

## Erfolge
Als Steve Lysak zwei Jahre alt war, starb seine Mutter an der Spanischen Grippe. Daraufhin schickte sein Vater ihn und seinen Bruder John in ein Waisenhaus in New Jersey, da er sich außerstande sah, seine insgesamt vier Kinder allein aufzuziehen. Nach zwei Jahren zogen die Brüder nach Yonkers, wo sie begannen, mit selbstgebauten Booten aus Teerpappe und Fassdauben auf dem Hudson River zu rudern und traten schließlich dem lokalen Yonkers Canoe Club bei.
1948 wurde Lysak mit Steve Macknowski US-Meister im Zweier-Canadier. Darüber hinaus gewann er im Laufe seiner Karriere drei US-Meisterschaften im Vierer-Canadier und eine weitere im Einer-Canadier. Er gewann bei den Olympischen Spielen 1948 in London zwei Medaillen im Zweier-Canadier. Auf der 1000-Meter-Strecke starteten er und Steve Macknowski in einer acht Boote umfassenden Konkurrenz, die sie in einer Rennzeit von 5:08,2 Minuten abschlossen. Sie kamen mit einem Rückstand von 1,1 Sekunden hinter den siegreichen Tschechoslowaken Jan Brzák-Felix und Bohumil Kudrna und einem Vorsprung von sieben Sekunden auf die Franzosen Georges Dransart und Georges Gandil ins Ziel, womit sie die Silbermedaille gewannen.
Über die 10.000-Meter-Distanz setzten sich Lysak und Macknowski gegen ihre fünf Konkurrenten in 55:55,4 Minuten durch und wurden Olympiasieger. Ihr Vorsprung auf Václav Havel und Jiří Pecka aus der Tschechoslowakei betrug 1:43,1 Minuten, die abermals drittplatzierten Georges Dransart und Georges Gandil überquerten weitere 22,3 Sekunden später die Ziellinie.